# Bailuo
Bailuo (kinesiska: 白螺, 白螺镇) är en köping i Kina. Den ligger i provinsen Hubei, i den centrala delen av landet, omkring 150 kilometer sydväst om provinshuvudstaden Wuhan. Antalet invånare är 42 749. Befolkningen består av 20 553 kvinnor och 22 196 män. Barn under 15 år utgör 20,0 %, vuxna 15-64 år 70 %, och äldre över 65 år 9,0 %.
Runt Bailuo är det mycket tätbefolkat, med 1 819 invånare per kvadratkilometer. Närmaste större samhälle är Yunxi, 9,5 km söder om Bailuo. Trakten runt Bailuo består till största delen av jordbruksmark.
Genomsnittlig årsnederbörd är 1 758 millimeter. Den regnigaste månaden är maj, med i genomsnitt 229 mm nederbörd, och den torraste är december, med 39 mm nederbörd.